# Charlotte Arnold

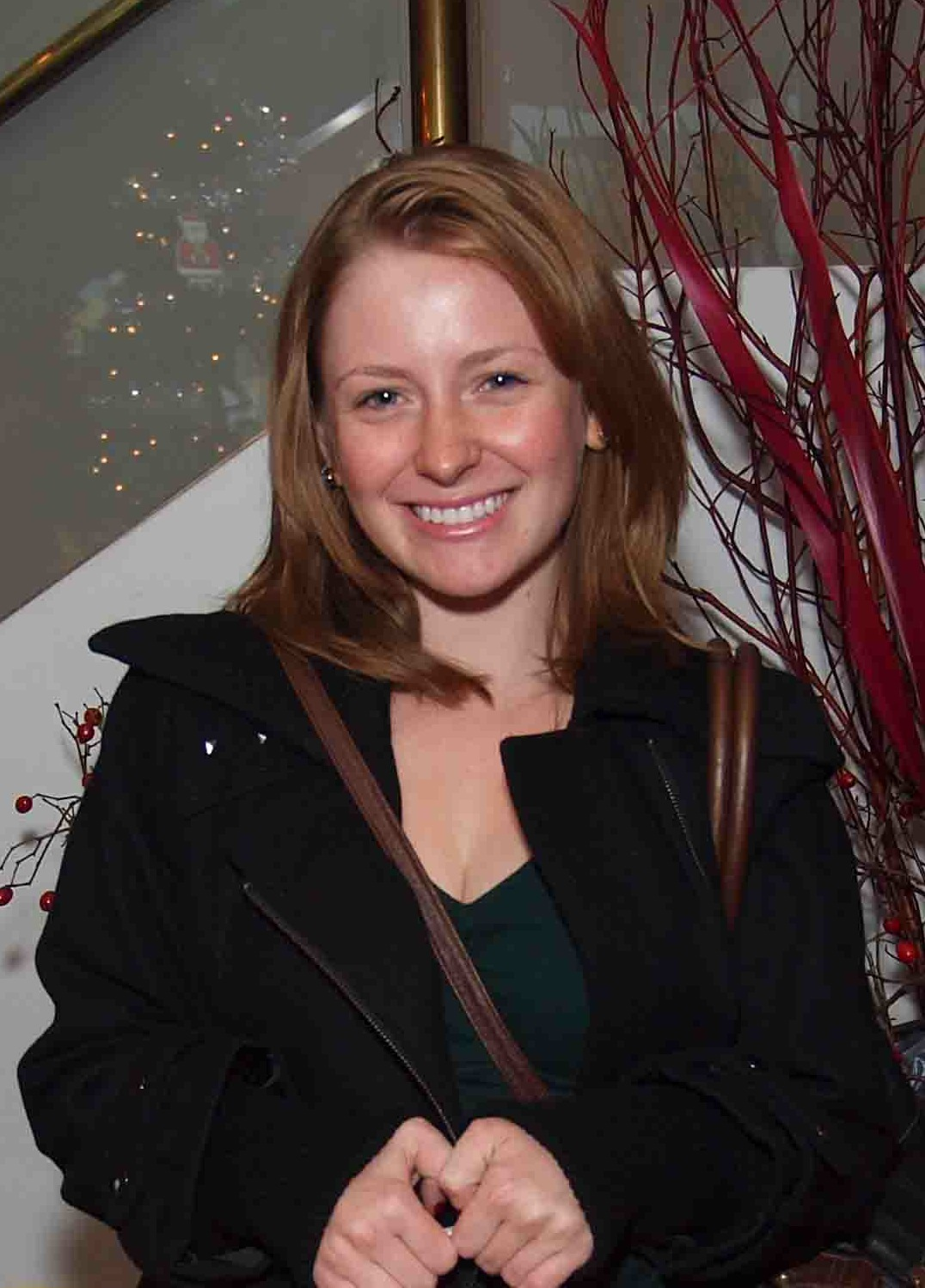
Charlotte Arnold (2010)

Charlotte Arnold (* 27. Juli 1989 in Scarborough, Ontario) ist eine kanadische Schauspielerin und Synchronsprecherin. Im deutschen Sprachraum erlangte sie vor allem durch ihre Hauptrolle in der Jugendserie Einfach Sadie- sowie ihrer Verkörperung der Holly J. Sinclair in der Serie Degrassi: The Next Generation Bekanntheit.

## Leben
Arnold wurde 1989 im kanadischen Scarborough geboren, wo sie mit ihren beiden Brüdern aufwuchs. Im Alter von sieben Jahren erhielt sie ihre erste Schauspielrolle im Fernsehfilm Giant Mine. Es folgten einige Nebenrollen, bis sie im Jahre 2000 im Film Sieg des Herzens einen wichtigeren Charakter verkörperte. Im Folgejahr wurde sie für diese Darbietung 2001 für den Young Artist Award in der Kategorie Best Performance in a TV Movie (Comedy or Drama) for a Young Actress Age Ten or Under nominiert. Nach Sieg des Herzens folgten erneut einige Nebenrollen in verschiedenen Fernsehproduktionen. 2001 betätigte sie sich erstmals auch als Synchronsprecherin in der kanadischen Animationsserie Committed und noch im selben Jahr gelang es ihr, sich mit ihrer Beteiligung am Film The Safety of Objects einen höheren Bekanntheitsgrad zu verschaffen. Im Jahre 2005 wurde sie erstmals als Hauptdarstellerin für die Fernsehserie Einfach Sadie engagiert und war in dieser bis zur Produktionseinstellung 2007 zu sehen. Zwischen 2007 und 2012 war sie in der kanadischen Jugendserie Degrassi: The Next Generation zu sehen.

## Filmografie (Auswahl)
- 1996: Giant Mine (Fernsehfilm)
- 1997: Mission Erde – Sie sind unter uns (Earth: Final Conflict, Serie)
- 1999: Real Kids, Real Adventures (Serie)
- 2000: Sieg des Herzens (Custody of the Heart, Fernsehfilm)
- 2000: Zeit der Gerechtigkeit (Harlan County War, Fernsehfilm)
- 2000: Tod eines Offiziers (One Kill, Fernsehfilm)
- 2000: Komm zurück ins Leben (Range of Motion, Fernsehfilm)
- 2001: Jewel (Fernsehfilm)
- 2001: Committed (Serie, Stimme)
- 2001: The Safety of Objects
- 2002: Time of the Wolf
- 2004: Zixx Level One (Serie)
- 2005–2007: Einfach Sadie (Naturally, Sadie, Serie)
- 2007: They Come Back (Fernsehfilm)
- 2007–2012: Degrassi: The Next Generation (Serie)
- 2009: Degrassi Goes Hollywood (Fernsehfilm)
- 2010: Degrassi Takes Manhattan (Fernsehfilm)
- 2010: The Rest of My Life
- 2011: The Casting Room (Serie)
- 2015: Beauty and the Beast (Serie)
- 2015–2017: Patriot (Serie)
- 2016: Deadly Inferno (Fernsehfilm)
- 2017: Private Eyes (Serie)
- 2018: Frankie Drake Mysteries (Serie)